# Leerort
Leerort est un quartier de la commune allemande de Leer, dans l'arrondissement de Leer, Land de Basse-Saxe.

## Géographie
Leerort se situe au confluent de la Leda et de l'Ems.

## Histoire
Leerort est un lieu important de l'histoire de la Frise orientale. Sur le promontoire stratégiquement situé entre l'Ems et la Leda, les Hambourgeois construisent en 1435 une forteresse que les souverains agrandissent dès 1453 pour en faire la plus imposante de la région.
Lors de la faide saxonne, les Frisons de l'Est tiennent la forteresse contre les assiégeants de Brunswick. Quand finalement lors d'une dernière attaque majeure la balle du fils d'un maître d'armes de l'autre côté de l'Ems tue le duc Henri de Brunswick-Wolfenbüttel, les assiégeants abandonnent.
En 1611, les troupes des États généraux hollandais font un quartier dans la forteresse. Après la prise de la Frise orientale par les Prussiens en 1744, les Hollandais évacuent la forteresse. Entre 1754 et 1760, la forteresse est finalement démolie par les Prussiens. Aujourd'hui, seuls des ruines peu imposantes sont visibles.

## Source, notes et références
- (de) Cet article est partiellement ou en totalité issu de l’article de Wikipédia en allemand intitulé « Leerort » (voir la liste des auteurs).